# 軸烯

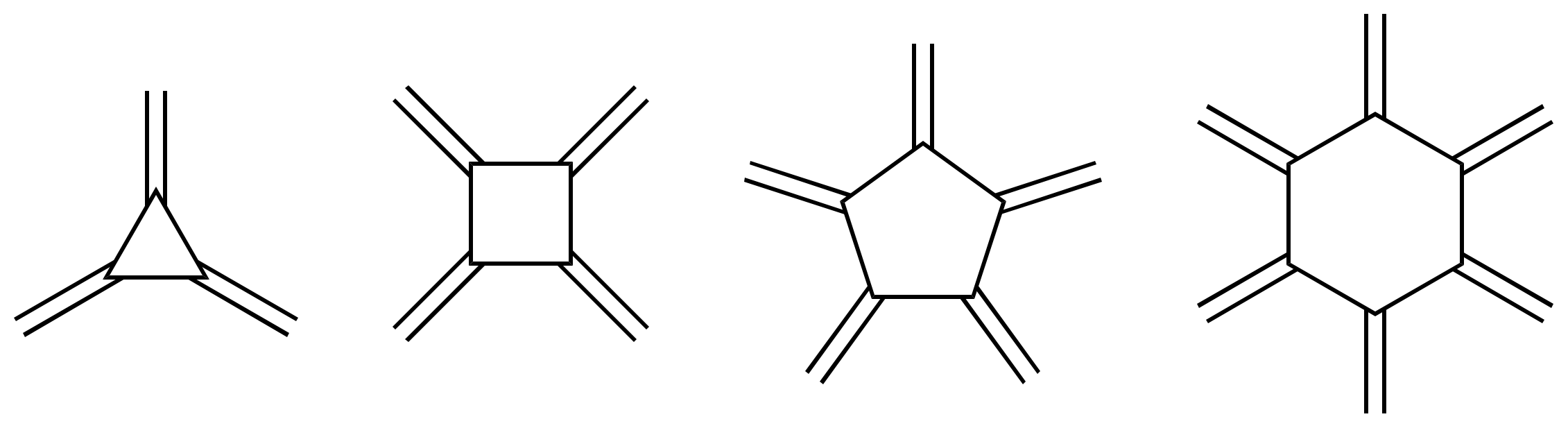

[n]-軸烯（英語：Radialene）是一类碳氢化合物，由单环n-烷烃上的单个碳原子上的两个氢被一个 {\displaystyle {\ce {=CH2}}} 替换而成。[n]-軸烯含有n个以中心碳环为轴心延伸出去的碳-碳双键，故称轴烯。

## 分子构型
[3]軸烯被認為是平面构型，所有碳原子位于一个平面上。实验也证明6甲基[3]轴烯为平面构型。
[4]軸烯有著碟形結構。
10甲基[5]轴烯的碳骨架不在一个平面上，但具有C2对称性。
理论计算认为[6]轴烯应该具有椅型构象，这一点在6亚乙基-环己烷上得到了一致的实验结果。

## 合成和性质

### [4]轴烯
不带取代基的[4]轴烯可以由「顺,反,顺-四(溴甲基)环丁烷」和甲醇钠在乙醇中通过消除反应制取。

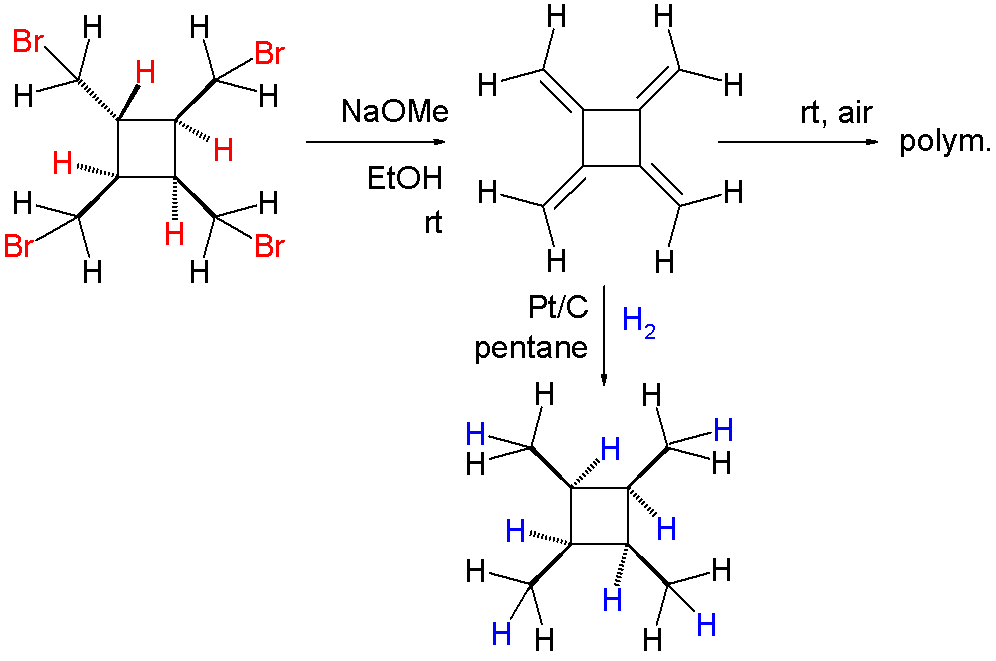
[4]轴烯的合成

[4]轴烯可以经铂-活化碳催化氢化还原成「顺,顺,顺-四甲基环丁烷」。[4]轴烯在室温下可以与空气中的氧气反应生成聚合物。